# Тројански коњ (ТВ филм)
„Тројански коњ”  је југословенски и хрватски филм из 1982. године. Режирао га је Стипе Делић.

## Улоге
| Глумац                 | Улога                               |
| ---------------------- | ----------------------------------- |
| Звонимир Чрнко         | Домобрански бојник Стјeпан Јерковић |
| Игор Гало              | Домобрански сатник Јурај Штубић     |
| Изет Хајдархоџић       | Домобрански генерал Томашевић       |
| Николај Поповић        | Усташки пуковник Магаш              |
| Угљеша Којадиновић     | Робић, члан месног комитета         |
| Ђуро Утјешановић       | Усташки официр                      |
| Ивица Пајер            | Домобрански часник Јувега           |
| Мирољуб Лешо           | Домобрански поручник Куслан         |
| Зорко Рајчић           | Тужитељ                             |
| Иво Фици               | Кожарски радник                     |
| Јелисавета Сека Саблић | Илегалка                            |
| Дубравко Сидор         | Домобрански заставник Богдан        |
| Бранко Супек           | Домобрански сатник Колар            |
| Фабијан Шоваговић      | Илегалац                            |
| Душан Тадић            | Бранилац оптуженог                  |
| Круно Валентић         | Домобран                            |
| Јанез Врховец          | Ружјак                              |
| Звонимир Зоричић       | Домобрански поручник Омеровић       |
| Нада Абрус             | Супруга поручника Омеровића         |

Остале улоге  ▼
| Глумац           | Улога                                    |
| ---------------- | ---------------------------------------- |
| Саша Биндер      | Усташки официр                           |
| Петар Бунтић     | Усташа                                   |
| Антон Бузанчић   | Домобран који копира документе           |
| Младен Црнобрња  | Полицијски агент                         |
| Зоран Ћирић      | Домобран који тражи поштеду              |
| Петар Добрић     | Шеф у кожари                             |
| Иво Криштоф      | Усташа                                   |
| Маријан Ловрић   | Лекар                                    |
| Марино Матота    | Усташа                                   |
| Фране Пејковић   | Човек без заставе испред радње           |
| Јулије Перлаки   | Дежурни домобран на улазу у министарство |
| Предраг Петровић | Илегалац који врбује Омеровића           |
| Иво Рогуља       | Домобран који препознаје Богдана         |
| Жарко Савић      | Полицијски агент                         |
| Домагој Вукушић  | Усташа                                   |